# CDDL
CDDL (англ. Common Development and Distribution License — Общая лицензия на разработку и распространение) — лицензия, разработанная корпорацией Sun Microsystems и основанная на Mozilla Public License (MPL) версии 1.1. Последняя версия CDDL — 1.1, была издана после того, как активы Sun Microsystems были приобретены корпорацией Oracle.
Файлы, лицензированные под CDDL, могут быть совмещены с файлами под другими открытыми или проприетарными лицензиями. CDDL не является полностью копилефт лицензией. Она позволяет совмещать открытый и закрытый код, защищённый авторскими правами. Как и MPL, CDDL несовместима с лицензией GPL. Примером несовместимости является невозможность включения  файловой системы ZFS, выпущенной под CDDL, в ядро Linux, выпущенное под GPL. Для совместного использовании в проекте файлов под лицензиями CDDL и GPL необходимо применять двойное лицензирование.
CDDL утверждена советом директоров Open Source Initiative (OSI) 14 января 2005 года. Она считается одной из девяти наиболее популярных открытых лицензий.
CDDL была разработана специально таким образом, чтобы не возникало конфликтов с законами об авторском праве в Европе и в США.
Предыдущая лицензия, используемая Sun для открытых проектов, была Sun Public License (SPL), также производная от Mozilla Public License. Поэтому CDDL также называют SPL v2.
Примеры продуктов, использующих CDDL:
- OpenSolaris (включая MediaLib, DTrace и ZFS)
- OpenIndiana
- NetBeans IDE
- GlassFish
- Open Sound System
- JWSDP
- Проект DReaM[англ.]
- cdrtools

## Полемика о совместимости с GPL
Вопрос о том, когда и при каких условиях обе лицензии несовместимы вызвал споры в сфере открытого ПО в 2004—2006 годах.
К примеру ФСПО рассматривал CDDL как несовместимую с их лицензией GPL (без подробных объяснений).
Некоторые описывали несовместимость как результат наследования от лицензии MPL 1.1 (исправленную в версии MPL 2.0 согласно ФСПО) и сложное взаимодействие нескольких положений.
Некоторые сторонники CDDL описывают ситуацию с несовместимостью GPL и CDDL с другой точки зрения: они видят проблему больше на стороне GPL, а не на стороне CDDL.
Некоторые возражали, что Sun (или инженеры Sun) как автор лицензии, сделала CDDL несовместимой с GPL намеренно. Согласно Дениз Купер, одной из причин основывания CDDL на лицензии Mozilla было то, что лицензия Mozilla несовместима с GPL. На 6й годовой конференции Debian Купер утверждала, что инженеры, которые написали ядро Solaris, запрашивали лицензирование OpenSolaris несовместимым с GPL. «Mozilla была выбрана частично потому, что она несовместима с GPL. Это было частью дизайна, когда они выпустили OpenSolaris. […] у инженеров, писавших Solaris […], были некоторые предубеждения относительно того, как она должна выпускаться, и вы обязаны уважать это.» Simon Phipps (Директор по разработке открытого ПО Sun в то время), который представил мисс Купер как «одну из тех, кто в действительности писал CDDL», не сразу прокомментировал, но позже в том же видео он говорит, обращаясь снова к проблеме с лицензией: «Я на самом деле не согласен с Дениз в некоторой степени», описывая сильные предпочтения среди инженеров, писавших код под лицензией, схожей с BSD, которая конфликтовала с предпочтением Sun чего-то копилефтного, и что ожидание юридического оформления для выпуска отдельных частей кода под затем не вышедшей лицензией GNU GPL v3 могло занять несколько лет и, возможно, могло также запустить массовые увольнения инженеров (недовольных задержкой, GPL или и тем и другим — не понятно из видео).
Позже, в сентябре 2006 года, Phipps опроверг утверждения Купер в ещё более сильных определениях.
Вопрос совместимости с GPL был также предметом полемики в процессе частичного перелицензирования cdrtools под CDDL, которые были до этого под GPL. В 2006 году проект Debian заявил, что cdrtools формально не распространяем, из-за лицензирования системы сборки под CDDL, несмотря на то, что GPL требует, чтобы все сценарии, требуемые для сборки работы, были свободно лицензируемы, но не обязательно под GPL, таким образом не вызывая несовместимости, нарушающей лицензию. Автор Jörg Schilling утверждал, что smake был независимым проектом и не нарушал GPLv3. Он оспаривал: в «составной работе» (в противоположность «производной работе») код, лицензированный под GPL и CDDL, совместим.